# Al Cliver
Al Cliver, né Pier Luigi Conti le 16 juillet 1951 à Alexandrie (Égypte), est un acteur italien.

## Biographie
Né Pier Luigi Conti, il grandit en Italie et devient mannequin à la fin des années 1960. Il débute peu après au cinéma avec quelques petites apparitions, puis joue des rôles plus importants dans les années 1970/80. Il tourne notamment à plusieurs reprises pour Lucio Fulci, notamment dans L'Enfer des zombies (1979), Le Chat noir (1981), L'Au-delà (1981) ou Demonia (1990). Habitué des productions de cinéma bis, il tourne également pour la maison de production française Eurociné (tenant entre autres le rôle principal d'Une fille pour les cannibales, de Jesús Franco). Il a été le compagnon de l'actrice française Annie Belle.

## Filmographie
- 1969 : Le 10 meraviglie dell'amore de Sergio Bergonzelli et Theo Maria Werner
- 1969 : Les Damnés (La caduta degli dei) de Luchino Visconti : Soldat S.S.
- 1974 : Le Profiteur (Il saprofita) de Sergio Nasca : Ercole
- 1975 : Ondata di piacere de Ruggero Deodato : Irem
- 1976 : Laure d'Emmanuelle Arsan, Louis-Jacques Rollet-Andriane et Roberto D'Ettorre Piazzoli : Nicola
- 1976 : Annie ou la Fin de l'innocence (La fine dell'innocenza) de Massimo Dallamano : Philip
- 1976 : Il colpaccio (it) de Bruno Paolinelli
- 1976 : Amore grande, amore libero (it) de Luigi Perelli : Marco
- 1976 : Vicieuse et manuelle (Velluto nero) de Brunello Rondi : Horatio
- 1976 : Mister Scarface (I padroni della città) de Fernando Di Leo : Rick
- 1976 : Une fille nommée Apache de Giorgio Mariuzzo (it) : Tommy
- 1977 : Un giorno alla fine di ottobre (it) de Paolo Spinola : Lorenzo
- 1977 : No alla violenza de Tano Cimarosa : Inspecteur Ettore Moretti
- 1978 : Coup de gueule (Milano... difendersi o morire) de Gianni Martucci : Domino
- 1978 : Provincia violenta de Mario Bianchi : Roberto Mauri
- 1979 : L'albero della maldicenza (it) de Giacinto Bonacquisti (it) : Franco
- 1979 : L'Enfer des zombies de Lucio Fulci : Brian Hull
- 1980 : Une fille pour les cannibales (Mondo cannibale) de Jesús Franco et Francesco Prosperi : Jeremy Taylor
- 1980 : Chaleurs exotiques (it) de Marino Girolami : Roman Tracy
- 1980 : Molto di più de Mario Lenzi
- 1980 : Chasseur de l'enfer (it) (El caníbal) de Jesús Franco : Peter Weston
- 1981 : Le Chat noir (Gatto nero) de Lucio Fulci : Sergent Wilson
- 1981 : L'Au-delà (...e tu vivrai nel terrore! - L'aldilà) de Lucio Fulci : Docteur Harris
- 1982 : 2020 Texas Gladiators (Anno 2020 - I gladiatori del futuro) de Joe D'Amato : Nisus
- 1983 : Briganti (it) de Giacinto Bonacquisti : Massaroni
- 1983 : Notturno de Giorgio Bontempi : Boris
- 1983 : Le Choix des seigneurs (I paladini - storia d'armi e d'amori) de Giacomo Battiato : Selvaggio
- 1983 : Le Gladiateur du futur (Endgame - Bronx lotta finale) de Joe D'Amato : Ron Shannon
- 1984 : La Retape (L'alcova) de Joe D'Amato : Erio De Silveris
- 1984 : 2072, les mercenaires du futur (I guerrieri dell'anno 2072) de Lucio Fulci : Kirk
- 1984 : Murder Rock (Murderock - Uccide a passo di danza) de Lucio Fulci : Voix de l'analyste
- 1985 : La Mafia (La piovra) de Sergio Silva (série TV)
- 1986 : Lussuria de Joe D'Amato : Roberto
- 1986 : Les Aventuriers du Kilimandjaro  (Killers of Kilimanjaro) de Richard Thorpe : Le second du gouverneur britannique
- 1987 : Oggetto sessuale (it) de Bruno Gaburro : Marcello
- 1988 : Soupçons de mort (Quando Alice ruppe lo specchio) de Lucio Fulci : Randy
- 1988 : Les Fantômes de Sodome (Il fantasma di Sodoma) de Lucio Fulci : Général nazi
- 1988 : La casa nel tempo de Lucio Fulci (TV) : Peter
- 1990 : Demonia de Lucio Fulci : Porter